# Lander (municipalité)
Pour les articles homonymes, voir Lander.
Lander est l'une des vingt-et-une municipalités de l'État de Miranda au Venezuela. Son chef-lieu est Ocumare del Tuy. En 2011, la population s'élève à 144 947 habitants.

## Étymologie
La municipalité est nommée en l'honneur du journaliste et homme politique vénézuélien Tomás Lander (1792-1845).

## Géographie

### Subdivisions
La municipalité est divisée en trois paroisses civiles avec, chacune à sa tête, une capitale (entre parenthèses) :
- La Democracia (La Democracia) ;
- Ocumare del Tuy (Ocumare del Tuy) ;
- Santa Bárbara (Santa Bárbara).